# الاتحاد الوطني للمرأة التونسية

شعار الاتحاد الوطني للمرأة التونسية

الاتحاد الوطني للمرأة التونسية (بالفرنسية: Union nationale de la femme tunisienne)‏، وكان يسمى سابقا بالاتحاد القومي النسائي التونسي، هي المنظمة النسائية الرئيسية في تونس. تأسس عام 1956 من قبل عدد من المناضلات الدستوريات، من بينهن الأختين شادلية وسعيدة بوزقرو ابنتي أخت الزعيم الحبيب بورقيبة، وفتحية مزالي وراضية الحداد، وقد أسندت رئاسته الشرفية آنذاك إلى وسيلة بن عمار. وقد كان تأسيسه في قطيعة مع المنظمات النسائية السابقة وخاصة من بينها الاتحاد النسائي الإسلامي التونسي.

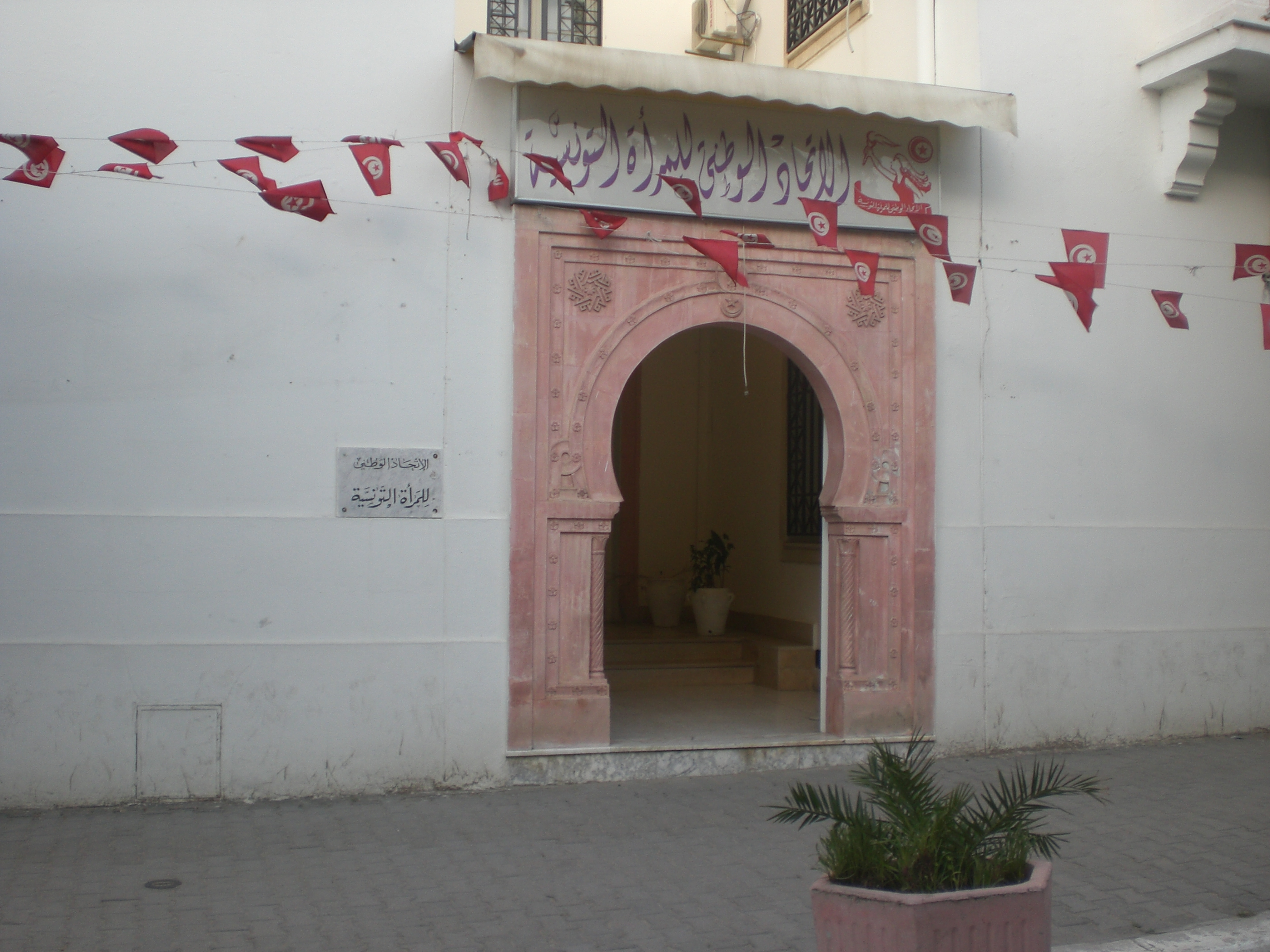
مقر الاتحاد بشارع باب بنات بتونس العاصمة

- تولت رئاسة الاتحاد النسائي راضية الحداد بين 1958 و1972، ثم فتحية مزالي بين 1974 و1986، وقد أسندت إليها في الأثناء وزارة الأسرة والنهوض بالمرأة حيث تولتها بين 1983 و 1986.
- حافظ الاتحاد النسائي بين 1956 و 2011 على علاقات عضوية أو شبه عضوية مع الحزب الحاكم في تونس، حيث كان يعتبر من المنظمات القومية الدائرة في فلكه.
- أصدر الاتحاد النسائي عام 1961 مجلة المرأة.